# Patrick Lawrence, 5. Baron Trevethin

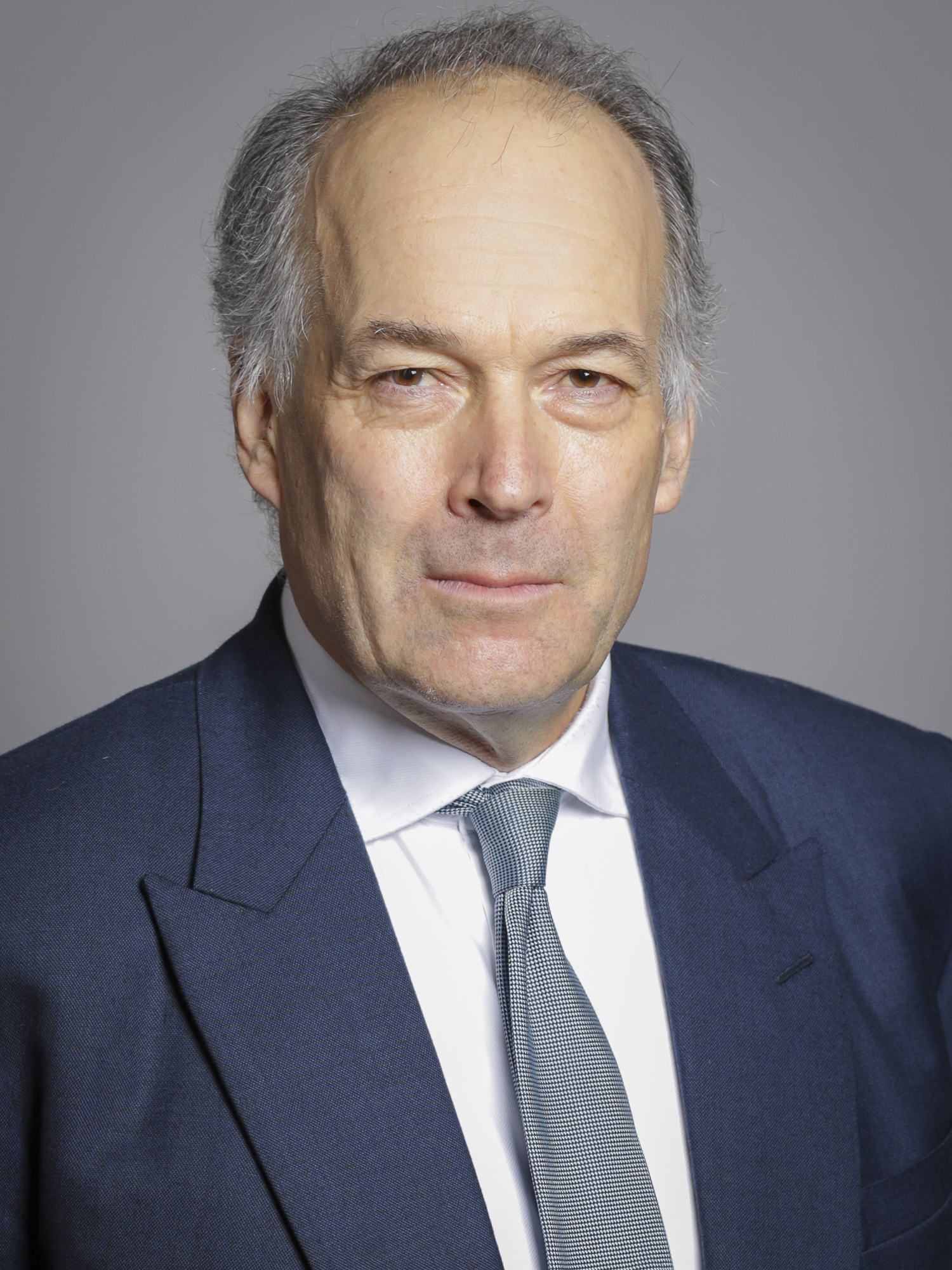
Patrick Lawrence, 5. Baron Trevethin

Patrick John Tristram Lawrence, 5. Baron Trevethin, 3. Baron Oaksey  (* 29. Juni 1960) ist ein britischer Peer und seit Oktober 2015 Mitglied des House of Lords.

## Leben
Er ist der einzige Sohn des John Lawrence, 4. Baron Trevethin, 2. Baron Oaksey aus dessen erster Ehe mit Victoria Mary Dennistoun. Er studierte Rechtswissenschaften am Christ Church College der Universität Oxford. Seit 1985 ist er als Barrister tätig. Seit 2002 ist er Kronanwalt (Queen’s Counsel). Beim Tod seines Vaters erbte er 2012 dessen Adelstitel als 5. Baron Trevethin und 3. Baron Oaksey.
Nach dem Rücktritt von David Montgomery, 2. Viscount Montgomery of Alamein Ende August 2015, bewarb sich Lawrence bei der gemäß dem House of Lords Act 1999 fälligen Nachwahl um dessen Nachfolge als Mitglied des House of Lords und wurde am 15. Oktober 2015 zum Nachfolger Montgomerys gewählt. Im Oberhaus gehört er der Fraktion der Crossbencher an.
Seit 1987 ist er mit Lucinda H. Marchessini verheiratet. Das Paar hat zwei Töchter und einen Sohn.